# Rhyacophila tamalpaisi
Rhyacophila tamalpaisi là một loài Trichoptera trong họ Rhyacophilidae. Chúng phân bố ở miền Tân bắc.